# Denis Khismatoulline
Denis Rimovtich Khismatoulline est un joueur d'échecs russe né le 28 décembre 1984 à Neftekamsk en Bachkirie (Union soviétique).
Au 1er mars 2014, il est le 34e joueur mondial et le n°10 russe avec un classement Elo de 2 714 points.

## Biographie et carrière
Grand maître international depuis 2004, il a remporté les tournois de Serpoukhov 2002 et Ijevsk 2002 (championnat open de Privoljié).
En 2000, Khismatoulline remporta la médaille d'argent au championnat du monde des moins de 16 ans. Lors des championnats de Russie, il finit huitième de la super-finale en 2006 et sixième en 2009. 
En décembre 2013, il remporta la coupe du gouverneur à Ougra. En janvier 2014, il finit premier du mémorial Dvorkovitch avec 7,5 points sur 9 (+6 =3) devant Anton Korobov.

### Coupes du monde
En août-septembre 2013, il fut éliminé lors du premier tour de la coupe du monde d'échecs par Mikhaïl Kobalia.
En 2015, lors du Championnat d'Europe d'échecs individuel, à Jérusalem, Khismatoulline finit deuxième ex æquo et quatrième au départage, ce qui le qualifiait pour la Coupe du monde d'échecs 2015 où il fut éliminé au premier tour par Aleksandr Arechtchenko.
En 2017, il remporte la Coupe d'Europe des clubs d'échecs avec l'équipe du Globus Siberia Novosibirsk

## Partie remarquable
|   | a | b | c | d | e | f | g | h |   |
| 8 | Dame blanche sur case noire f8 · Pion noir sur case blanche f7 · Pion noir sur case blanche h7 · Pion noir sur case noire b6 · Pion blanc sur case blanche c6 · Tour noire sur case noire d6 · Pion noir sur case blanche g6 · Roi noir sur case noire g5 · Pion noir sur case blanche d3 · Pion blanc sur case noire e3 · Pion blanc sur case blanche h3 · Dame noire sur case blanche c2 · Pion blanc sur case noire f2 · Pion blanc sur case blanche g2 · Tour blanche sur case blanche d1 · Roi blanc sur case blanche f1 | Dame blanche sur case noire f8 · Pion noir sur case blanche f7 · Pion noir sur case blanche h7 · Pion noir sur case noire b6 · Pion blanc sur case blanche c6 · Tour noire sur case noire d6 · Pion noir sur case blanche g6 · Roi noir sur case noire g5 · Pion noir sur case blanche d3 · Pion blanc sur case noire e3 · Pion blanc sur case blanche h3 · Dame noire sur case blanche c2 · Pion blanc sur case noire f2 · Pion blanc sur case blanche g2 · Tour blanche sur case blanche d1 · Roi blanc sur case blanche f1 | Dame blanche sur case noire f8 · Pion noir sur case blanche f7 · Pion noir sur case blanche h7 · Pion noir sur case noire b6 · Pion blanc sur case blanche c6 · Tour noire sur case noire d6 · Pion noir sur case blanche g6 · Roi noir sur case noire g5 · Pion noir sur case blanche d3 · Pion blanc sur case noire e3 · Pion blanc sur case blanche h3 · Dame noire sur case blanche c2 · Pion blanc sur case noire f2 · Pion blanc sur case blanche g2 · Tour blanche sur case blanche d1 · Roi blanc sur case blanche f1 | Dame blanche sur case noire f8 · Pion noir sur case blanche f7 · Pion noir sur case blanche h7 · Pion noir sur case noire b6 · Pion blanc sur case blanche c6 · Tour noire sur case noire d6 · Pion noir sur case blanche g6 · Roi noir sur case noire g5 · Pion noir sur case blanche d3 · Pion blanc sur case noire e3 · Pion blanc sur case blanche h3 · Dame noire sur case blanche c2 · Pion blanc sur case noire f2 · Pion blanc sur case blanche g2 · Tour blanche sur case blanche d1 · Roi blanc sur case blanche f1 | Dame blanche sur case noire f8 · Pion noir sur case blanche f7 · Pion noir sur case blanche h7 · Pion noir sur case noire b6 · Pion blanc sur case blanche c6 · Tour noire sur case noire d6 · Pion noir sur case blanche g6 · Roi noir sur case noire g5 · Pion noir sur case blanche d3 · Pion blanc sur case noire e3 · Pion blanc sur case blanche h3 · Dame noire sur case blanche c2 · Pion blanc sur case noire f2 · Pion blanc sur case blanche g2 · Tour blanche sur case blanche d1 · Roi blanc sur case blanche f1 | Dame blanche sur case noire f8 · Pion noir sur case blanche f7 · Pion noir sur case blanche h7 · Pion noir sur case noire b6 · Pion blanc sur case blanche c6 · Tour noire sur case noire d6 · Pion noir sur case blanche g6 · Roi noir sur case noire g5 · Pion noir sur case blanche d3 · Pion blanc sur case noire e3 · Pion blanc sur case blanche h3 · Dame noire sur case blanche c2 · Pion blanc sur case noire f2 · Pion blanc sur case blanche g2 · Tour blanche sur case blanche d1 · Roi blanc sur case blanche f1 | Dame blanche sur case noire f8 · Pion noir sur case blanche f7 · Pion noir sur case blanche h7 · Pion noir sur case noire b6 · Pion blanc sur case blanche c6 · Tour noire sur case noire d6 · Pion noir sur case blanche g6 · Roi noir sur case noire g5 · Pion noir sur case blanche d3 · Pion blanc sur case noire e3 · Pion blanc sur case blanche h3 · Dame noire sur case blanche c2 · Pion blanc sur case noire f2 · Pion blanc sur case blanche g2 · Tour blanche sur case blanche d1 · Roi blanc sur case blanche f1 | Dame blanche sur case noire f8 · Pion noir sur case blanche f7 · Pion noir sur case blanche h7 · Pion noir sur case noire b6 · Pion blanc sur case blanche c6 · Tour noire sur case noire d6 · Pion noir sur case blanche g6 · Roi noir sur case noire g5 · Pion noir sur case blanche d3 · Pion blanc sur case noire e3 · Pion blanc sur case blanche h3 · Dame noire sur case blanche c2 · Pion blanc sur case noire f2 · Pion blanc sur case blanche g2 · Tour blanche sur case blanche d1 · Roi blanc sur case blanche f1 | 8 |
| 7 | Dame blanche sur case noire f8 · Pion noir sur case blanche f7 · Pion noir sur case blanche h7 · Pion noir sur case noire b6 · Pion blanc sur case blanche c6 · Tour noire sur case noire d6 · Pion noir sur case blanche g6 · Roi noir sur case noire g5 · Pion noir sur case blanche d3 · Pion blanc sur case noire e3 · Pion blanc sur case blanche h3 · Dame noire sur case blanche c2 · Pion blanc sur case noire f2 · Pion blanc sur case blanche g2 · Tour blanche sur case blanche d1 · Roi blanc sur case blanche f1 | Dame blanche sur case noire f8 · Pion noir sur case blanche f7 · Pion noir sur case blanche h7 · Pion noir sur case noire b6 · Pion blanc sur case blanche c6 · Tour noire sur case noire d6 · Pion noir sur case blanche g6 · Roi noir sur case noire g5 · Pion noir sur case blanche d3 · Pion blanc sur case noire e3 · Pion blanc sur case blanche h3 · Dame noire sur case blanche c2 · Pion blanc sur case noire f2 · Pion blanc sur case blanche g2 · Tour blanche sur case blanche d1 · Roi blanc sur case blanche f1 | Dame blanche sur case noire f8 · Pion noir sur case blanche f7 · Pion noir sur case blanche h7 · Pion noir sur case noire b6 · Pion blanc sur case blanche c6 · Tour noire sur case noire d6 · Pion noir sur case blanche g6 · Roi noir sur case noire g5 · Pion noir sur case blanche d3 · Pion blanc sur case noire e3 · Pion blanc sur case blanche h3 · Dame noire sur case blanche c2 · Pion blanc sur case noire f2 · Pion blanc sur case blanche g2 · Tour blanche sur case blanche d1 · Roi blanc sur case blanche f1 | Dame blanche sur case noire f8 · Pion noir sur case blanche f7 · Pion noir sur case blanche h7 · Pion noir sur case noire b6 · Pion blanc sur case blanche c6 · Tour noire sur case noire d6 · Pion noir sur case blanche g6 · Roi noir sur case noire g5 · Pion noir sur case blanche d3 · Pion blanc sur case noire e3 · Pion blanc sur case blanche h3 · Dame noire sur case blanche c2 · Pion blanc sur case noire f2 · Pion blanc sur case blanche g2 · Tour blanche sur case blanche d1 · Roi blanc sur case blanche f1 | Dame blanche sur case noire f8 · Pion noir sur case blanche f7 · Pion noir sur case blanche h7 · Pion noir sur case noire b6 · Pion blanc sur case blanche c6 · Tour noire sur case noire d6 · Pion noir sur case blanche g6 · Roi noir sur case noire g5 · Pion noir sur case blanche d3 · Pion blanc sur case noire e3 · Pion blanc sur case blanche h3 · Dame noire sur case blanche c2 · Pion blanc sur case noire f2 · Pion blanc sur case blanche g2 · Tour blanche sur case blanche d1 · Roi blanc sur case blanche f1 | Dame blanche sur case noire f8 · Pion noir sur case blanche f7 · Pion noir sur case blanche h7 · Pion noir sur case noire b6 · Pion blanc sur case blanche c6 · Tour noire sur case noire d6 · Pion noir sur case blanche g6 · Roi noir sur case noire g5 · Pion noir sur case blanche d3 · Pion blanc sur case noire e3 · Pion blanc sur case blanche h3 · Dame noire sur case blanche c2 · Pion blanc sur case noire f2 · Pion blanc sur case blanche g2 · Tour blanche sur case blanche d1 · Roi blanc sur case blanche f1 | Dame blanche sur case noire f8 · Pion noir sur case blanche f7 · Pion noir sur case blanche h7 · Pion noir sur case noire b6 · Pion blanc sur case blanche c6 · Tour noire sur case noire d6 · Pion noir sur case blanche g6 · Roi noir sur case noire g5 · Pion noir sur case blanche d3 · Pion blanc sur case noire e3 · Pion blanc sur case blanche h3 · Dame noire sur case blanche c2 · Pion blanc sur case noire f2 · Pion blanc sur case blanche g2 · Tour blanche sur case blanche d1 · Roi blanc sur case blanche f1 | Dame blanche sur case noire f8 · Pion noir sur case blanche f7 · Pion noir sur case blanche h7 · Pion noir sur case noire b6 · Pion blanc sur case blanche c6 · Tour noire sur case noire d6 · Pion noir sur case blanche g6 · Roi noir sur case noire g5 · Pion noir sur case blanche d3 · Pion blanc sur case noire e3 · Pion blanc sur case blanche h3 · Dame noire sur case blanche c2 · Pion blanc sur case noire f2 · Pion blanc sur case blanche g2 · Tour blanche sur case blanche d1 · Roi blanc sur case blanche f1 | 7 |
| 6 | Dame blanche sur case noire f8 · Pion noir sur case blanche f7 · Pion noir sur case blanche h7 · Pion noir sur case noire b6 · Pion blanc sur case blanche c6 · Tour noire sur case noire d6 · Pion noir sur case blanche g6 · Roi noir sur case noire g5 · Pion noir sur case blanche d3 · Pion blanc sur case noire e3 · Pion blanc sur case blanche h3 · Dame noire sur case blanche c2 · Pion blanc sur case noire f2 · Pion blanc sur case blanche g2 · Tour blanche sur case blanche d1 · Roi blanc sur case blanche f1 | Dame blanche sur case noire f8 · Pion noir sur case blanche f7 · Pion noir sur case blanche h7 · Pion noir sur case noire b6 · Pion blanc sur case blanche c6 · Tour noire sur case noire d6 · Pion noir sur case blanche g6 · Roi noir sur case noire g5 · Pion noir sur case blanche d3 · Pion blanc sur case noire e3 · Pion blanc sur case blanche h3 · Dame noire sur case blanche c2 · Pion blanc sur case noire f2 · Pion blanc sur case blanche g2 · Tour blanche sur case blanche d1 · Roi blanc sur case blanche f1 | Dame blanche sur case noire f8 · Pion noir sur case blanche f7 · Pion noir sur case blanche h7 · Pion noir sur case noire b6 · Pion blanc sur case blanche c6 · Tour noire sur case noire d6 · Pion noir sur case blanche g6 · Roi noir sur case noire g5 · Pion noir sur case blanche d3 · Pion blanc sur case noire e3 · Pion blanc sur case blanche h3 · Dame noire sur case blanche c2 · Pion blanc sur case noire f2 · Pion blanc sur case blanche g2 · Tour blanche sur case blanche d1 · Roi blanc sur case blanche f1 | Dame blanche sur case noire f8 · Pion noir sur case blanche f7 · Pion noir sur case blanche h7 · Pion noir sur case noire b6 · Pion blanc sur case blanche c6 · Tour noire sur case noire d6 · Pion noir sur case blanche g6 · Roi noir sur case noire g5 · Pion noir sur case blanche d3 · Pion blanc sur case noire e3 · Pion blanc sur case blanche h3 · Dame noire sur case blanche c2 · Pion blanc sur case noire f2 · Pion blanc sur case blanche g2 · Tour blanche sur case blanche d1 · Roi blanc sur case blanche f1 | Dame blanche sur case noire f8 · Pion noir sur case blanche f7 · Pion noir sur case blanche h7 · Pion noir sur case noire b6 · Pion blanc sur case blanche c6 · Tour noire sur case noire d6 · Pion noir sur case blanche g6 · Roi noir sur case noire g5 · Pion noir sur case blanche d3 · Pion blanc sur case noire e3 · Pion blanc sur case blanche h3 · Dame noire sur case blanche c2 · Pion blanc sur case noire f2 · Pion blanc sur case blanche g2 · Tour blanche sur case blanche d1 · Roi blanc sur case blanche f1 | Dame blanche sur case noire f8 · Pion noir sur case blanche f7 · Pion noir sur case blanche h7 · Pion noir sur case noire b6 · Pion blanc sur case blanche c6 · Tour noire sur case noire d6 · Pion noir sur case blanche g6 · Roi noir sur case noire g5 · Pion noir sur case blanche d3 · Pion blanc sur case noire e3 · Pion blanc sur case blanche h3 · Dame noire sur case blanche c2 · Pion blanc sur case noire f2 · Pion blanc sur case blanche g2 · Tour blanche sur case blanche d1 · Roi blanc sur case blanche f1 | Dame blanche sur case noire f8 · Pion noir sur case blanche f7 · Pion noir sur case blanche h7 · Pion noir sur case noire b6 · Pion blanc sur case blanche c6 · Tour noire sur case noire d6 · Pion noir sur case blanche g6 · Roi noir sur case noire g5 · Pion noir sur case blanche d3 · Pion blanc sur case noire e3 · Pion blanc sur case blanche h3 · Dame noire sur case blanche c2 · Pion blanc sur case noire f2 · Pion blanc sur case blanche g2 · Tour blanche sur case blanche d1 · Roi blanc sur case blanche f1 | Dame blanche sur case noire f8 · Pion noir sur case blanche f7 · Pion noir sur case blanche h7 · Pion noir sur case noire b6 · Pion blanc sur case blanche c6 · Tour noire sur case noire d6 · Pion noir sur case blanche g6 · Roi noir sur case noire g5 · Pion noir sur case blanche d3 · Pion blanc sur case noire e3 · Pion blanc sur case blanche h3 · Dame noire sur case blanche c2 · Pion blanc sur case noire f2 · Pion blanc sur case blanche g2 · Tour blanche sur case blanche d1 · Roi blanc sur case blanche f1 | 6 |
| 5 | Dame blanche sur case noire f8 · Pion noir sur case blanche f7 · Pion noir sur case blanche h7 · Pion noir sur case noire b6 · Pion blanc sur case blanche c6 · Tour noire sur case noire d6 · Pion noir sur case blanche g6 · Roi noir sur case noire g5 · Pion noir sur case blanche d3 · Pion blanc sur case noire e3 · Pion blanc sur case blanche h3 · Dame noire sur case blanche c2 · Pion blanc sur case noire f2 · Pion blanc sur case blanche g2 · Tour blanche sur case blanche d1 · Roi blanc sur case blanche f1 | Dame blanche sur case noire f8 · Pion noir sur case blanche f7 · Pion noir sur case blanche h7 · Pion noir sur case noire b6 · Pion blanc sur case blanche c6 · Tour noire sur case noire d6 · Pion noir sur case blanche g6 · Roi noir sur case noire g5 · Pion noir sur case blanche d3 · Pion blanc sur case noire e3 · Pion blanc sur case blanche h3 · Dame noire sur case blanche c2 · Pion blanc sur case noire f2 · Pion blanc sur case blanche g2 · Tour blanche sur case blanche d1 · Roi blanc sur case blanche f1 | Dame blanche sur case noire f8 · Pion noir sur case blanche f7 · Pion noir sur case blanche h7 · Pion noir sur case noire b6 · Pion blanc sur case blanche c6 · Tour noire sur case noire d6 · Pion noir sur case blanche g6 · Roi noir sur case noire g5 · Pion noir sur case blanche d3 · Pion blanc sur case noire e3 · Pion blanc sur case blanche h3 · Dame noire sur case blanche c2 · Pion blanc sur case noire f2 · Pion blanc sur case blanche g2 · Tour blanche sur case blanche d1 · Roi blanc sur case blanche f1 | Dame blanche sur case noire f8 · Pion noir sur case blanche f7 · Pion noir sur case blanche h7 · Pion noir sur case noire b6 · Pion blanc sur case blanche c6 · Tour noire sur case noire d6 · Pion noir sur case blanche g6 · Roi noir sur case noire g5 · Pion noir sur case blanche d3 · Pion blanc sur case noire e3 · Pion blanc sur case blanche h3 · Dame noire sur case blanche c2 · Pion blanc sur case noire f2 · Pion blanc sur case blanche g2 · Tour blanche sur case blanche d1 · Roi blanc sur case blanche f1 | Dame blanche sur case noire f8 · Pion noir sur case blanche f7 · Pion noir sur case blanche h7 · Pion noir sur case noire b6 · Pion blanc sur case blanche c6 · Tour noire sur case noire d6 · Pion noir sur case blanche g6 · Roi noir sur case noire g5 · Pion noir sur case blanche d3 · Pion blanc sur case noire e3 · Pion blanc sur case blanche h3 · Dame noire sur case blanche c2 · Pion blanc sur case noire f2 · Pion blanc sur case blanche g2 · Tour blanche sur case blanche d1 · Roi blanc sur case blanche f1 | Dame blanche sur case noire f8 · Pion noir sur case blanche f7 · Pion noir sur case blanche h7 · Pion noir sur case noire b6 · Pion blanc sur case blanche c6 · Tour noire sur case noire d6 · Pion noir sur case blanche g6 · Roi noir sur case noire g5 · Pion noir sur case blanche d3 · Pion blanc sur case noire e3 · Pion blanc sur case blanche h3 · Dame noire sur case blanche c2 · Pion blanc sur case noire f2 · Pion blanc sur case blanche g2 · Tour blanche sur case blanche d1 · Roi blanc sur case blanche f1 | Dame blanche sur case noire f8 · Pion noir sur case blanche f7 · Pion noir sur case blanche h7 · Pion noir sur case noire b6 · Pion blanc sur case blanche c6 · Tour noire sur case noire d6 · Pion noir sur case blanche g6 · Roi noir sur case noire g5 · Pion noir sur case blanche d3 · Pion blanc sur case noire e3 · Pion blanc sur case blanche h3 · Dame noire sur case blanche c2 · Pion blanc sur case noire f2 · Pion blanc sur case blanche g2 · Tour blanche sur case blanche d1 · Roi blanc sur case blanche f1 | Dame blanche sur case noire f8 · Pion noir sur case blanche f7 · Pion noir sur case blanche h7 · Pion noir sur case noire b6 · Pion blanc sur case blanche c6 · Tour noire sur case noire d6 · Pion noir sur case blanche g6 · Roi noir sur case noire g5 · Pion noir sur case blanche d3 · Pion blanc sur case noire e3 · Pion blanc sur case blanche h3 · Dame noire sur case blanche c2 · Pion blanc sur case noire f2 · Pion blanc sur case blanche g2 · Tour blanche sur case blanche d1 · Roi blanc sur case blanche f1 | 5 |
| 4 | Dame blanche sur case noire f8 · Pion noir sur case blanche f7 · Pion noir sur case blanche h7 · Pion noir sur case noire b6 · Pion blanc sur case blanche c6 · Tour noire sur case noire d6 · Pion noir sur case blanche g6 · Roi noir sur case noire g5 · Pion noir sur case blanche d3 · Pion blanc sur case noire e3 · Pion blanc sur case blanche h3 · Dame noire sur case blanche c2 · Pion blanc sur case noire f2 · Pion blanc sur case blanche g2 · Tour blanche sur case blanche d1 · Roi blanc sur case blanche f1 | Dame blanche sur case noire f8 · Pion noir sur case blanche f7 · Pion noir sur case blanche h7 · Pion noir sur case noire b6 · Pion blanc sur case blanche c6 · Tour noire sur case noire d6 · Pion noir sur case blanche g6 · Roi noir sur case noire g5 · Pion noir sur case blanche d3 · Pion blanc sur case noire e3 · Pion blanc sur case blanche h3 · Dame noire sur case blanche c2 · Pion blanc sur case noire f2 · Pion blanc sur case blanche g2 · Tour blanche sur case blanche d1 · Roi blanc sur case blanche f1 | Dame blanche sur case noire f8 · Pion noir sur case blanche f7 · Pion noir sur case blanche h7 · Pion noir sur case noire b6 · Pion blanc sur case blanche c6 · Tour noire sur case noire d6 · Pion noir sur case blanche g6 · Roi noir sur case noire g5 · Pion noir sur case blanche d3 · Pion blanc sur case noire e3 · Pion blanc sur case blanche h3 · Dame noire sur case blanche c2 · Pion blanc sur case noire f2 · Pion blanc sur case blanche g2 · Tour blanche sur case blanche d1 · Roi blanc sur case blanche f1 | Dame blanche sur case noire f8 · Pion noir sur case blanche f7 · Pion noir sur case blanche h7 · Pion noir sur case noire b6 · Pion blanc sur case blanche c6 · Tour noire sur case noire d6 · Pion noir sur case blanche g6 · Roi noir sur case noire g5 · Pion noir sur case blanche d3 · Pion blanc sur case noire e3 · Pion blanc sur case blanche h3 · Dame noire sur case blanche c2 · Pion blanc sur case noire f2 · Pion blanc sur case blanche g2 · Tour blanche sur case blanche d1 · Roi blanc sur case blanche f1 | Dame blanche sur case noire f8 · Pion noir sur case blanche f7 · Pion noir sur case blanche h7 · Pion noir sur case noire b6 · Pion blanc sur case blanche c6 · Tour noire sur case noire d6 · Pion noir sur case blanche g6 · Roi noir sur case noire g5 · Pion noir sur case blanche d3 · Pion blanc sur case noire e3 · Pion blanc sur case blanche h3 · Dame noire sur case blanche c2 · Pion blanc sur case noire f2 · Pion blanc sur case blanche g2 · Tour blanche sur case blanche d1 · Roi blanc sur case blanche f1 | Dame blanche sur case noire f8 · Pion noir sur case blanche f7 · Pion noir sur case blanche h7 · Pion noir sur case noire b6 · Pion blanc sur case blanche c6 · Tour noire sur case noire d6 · Pion noir sur case blanche g6 · Roi noir sur case noire g5 · Pion noir sur case blanche d3 · Pion blanc sur case noire e3 · Pion blanc sur case blanche h3 · Dame noire sur case blanche c2 · Pion blanc sur case noire f2 · Pion blanc sur case blanche g2 · Tour blanche sur case blanche d1 · Roi blanc sur case blanche f1 | Dame blanche sur case noire f8 · Pion noir sur case blanche f7 · Pion noir sur case blanche h7 · Pion noir sur case noire b6 · Pion blanc sur case blanche c6 · Tour noire sur case noire d6 · Pion noir sur case blanche g6 · Roi noir sur case noire g5 · Pion noir sur case blanche d3 · Pion blanc sur case noire e3 · Pion blanc sur case blanche h3 · Dame noire sur case blanche c2 · Pion blanc sur case noire f2 · Pion blanc sur case blanche g2 · Tour blanche sur case blanche d1 · Roi blanc sur case blanche f1 | Dame blanche sur case noire f8 · Pion noir sur case blanche f7 · Pion noir sur case blanche h7 · Pion noir sur case noire b6 · Pion blanc sur case blanche c6 · Tour noire sur case noire d6 · Pion noir sur case blanche g6 · Roi noir sur case noire g5 · Pion noir sur case blanche d3 · Pion blanc sur case noire e3 · Pion blanc sur case blanche h3 · Dame noire sur case blanche c2 · Pion blanc sur case noire f2 · Pion blanc sur case blanche g2 · Tour blanche sur case blanche d1 · Roi blanc sur case blanche f1 | 4 |
| 3 | Dame blanche sur case noire f8 · Pion noir sur case blanche f7 · Pion noir sur case blanche h7 · Pion noir sur case noire b6 · Pion blanc sur case blanche c6 · Tour noire sur case noire d6 · Pion noir sur case blanche g6 · Roi noir sur case noire g5 · Pion noir sur case blanche d3 · Pion blanc sur case noire e3 · Pion blanc sur case blanche h3 · Dame noire sur case blanche c2 · Pion blanc sur case noire f2 · Pion blanc sur case blanche g2 · Tour blanche sur case blanche d1 · Roi blanc sur case blanche f1 | Dame blanche sur case noire f8 · Pion noir sur case blanche f7 · Pion noir sur case blanche h7 · Pion noir sur case noire b6 · Pion blanc sur case blanche c6 · Tour noire sur case noire d6 · Pion noir sur case blanche g6 · Roi noir sur case noire g5 · Pion noir sur case blanche d3 · Pion blanc sur case noire e3 · Pion blanc sur case blanche h3 · Dame noire sur case blanche c2 · Pion blanc sur case noire f2 · Pion blanc sur case blanche g2 · Tour blanche sur case blanche d1 · Roi blanc sur case blanche f1 | Dame blanche sur case noire f8 · Pion noir sur case blanche f7 · Pion noir sur case blanche h7 · Pion noir sur case noire b6 · Pion blanc sur case blanche c6 · Tour noire sur case noire d6 · Pion noir sur case blanche g6 · Roi noir sur case noire g5 · Pion noir sur case blanche d3 · Pion blanc sur case noire e3 · Pion blanc sur case blanche h3 · Dame noire sur case blanche c2 · Pion blanc sur case noire f2 · Pion blanc sur case blanche g2 · Tour blanche sur case blanche d1 · Roi blanc sur case blanche f1 | Dame blanche sur case noire f8 · Pion noir sur case blanche f7 · Pion noir sur case blanche h7 · Pion noir sur case noire b6 · Pion blanc sur case blanche c6 · Tour noire sur case noire d6 · Pion noir sur case blanche g6 · Roi noir sur case noire g5 · Pion noir sur case blanche d3 · Pion blanc sur case noire e3 · Pion blanc sur case blanche h3 · Dame noire sur case blanche c2 · Pion blanc sur case noire f2 · Pion blanc sur case blanche g2 · Tour blanche sur case blanche d1 · Roi blanc sur case blanche f1 | Dame blanche sur case noire f8 · Pion noir sur case blanche f7 · Pion noir sur case blanche h7 · Pion noir sur case noire b6 · Pion blanc sur case blanche c6 · Tour noire sur case noire d6 · Pion noir sur case blanche g6 · Roi noir sur case noire g5 · Pion noir sur case blanche d3 · Pion blanc sur case noire e3 · Pion blanc sur case blanche h3 · Dame noire sur case blanche c2 · Pion blanc sur case noire f2 · Pion blanc sur case blanche g2 · Tour blanche sur case blanche d1 · Roi blanc sur case blanche f1 | Dame blanche sur case noire f8 · Pion noir sur case blanche f7 · Pion noir sur case blanche h7 · Pion noir sur case noire b6 · Pion blanc sur case blanche c6 · Tour noire sur case noire d6 · Pion noir sur case blanche g6 · Roi noir sur case noire g5 · Pion noir sur case blanche d3 · Pion blanc sur case noire e3 · Pion blanc sur case blanche h3 · Dame noire sur case blanche c2 · Pion blanc sur case noire f2 · Pion blanc sur case blanche g2 · Tour blanche sur case blanche d1 · Roi blanc sur case blanche f1 | Dame blanche sur case noire f8 · Pion noir sur case blanche f7 · Pion noir sur case blanche h7 · Pion noir sur case noire b6 · Pion blanc sur case blanche c6 · Tour noire sur case noire d6 · Pion noir sur case blanche g6 · Roi noir sur case noire g5 · Pion noir sur case blanche d3 · Pion blanc sur case noire e3 · Pion blanc sur case blanche h3 · Dame noire sur case blanche c2 · Pion blanc sur case noire f2 · Pion blanc sur case blanche g2 · Tour blanche sur case blanche d1 · Roi blanc sur case blanche f1 | Dame blanche sur case noire f8 · Pion noir sur case blanche f7 · Pion noir sur case blanche h7 · Pion noir sur case noire b6 · Pion blanc sur case blanche c6 · Tour noire sur case noire d6 · Pion noir sur case blanche g6 · Roi noir sur case noire g5 · Pion noir sur case blanche d3 · Pion blanc sur case noire e3 · Pion blanc sur case blanche h3 · Dame noire sur case blanche c2 · Pion blanc sur case noire f2 · Pion blanc sur case blanche g2 · Tour blanche sur case blanche d1 · Roi blanc sur case blanche f1 | 3 |
| 2 | Dame blanche sur case noire f8 · Pion noir sur case blanche f7 · Pion noir sur case blanche h7 · Pion noir sur case noire b6 · Pion blanc sur case blanche c6 · Tour noire sur case noire d6 · Pion noir sur case blanche g6 · Roi noir sur case noire g5 · Pion noir sur case blanche d3 · Pion blanc sur case noire e3 · Pion blanc sur case blanche h3 · Dame noire sur case blanche c2 · Pion blanc sur case noire f2 · Pion blanc sur case blanche g2 · Tour blanche sur case blanche d1 · Roi blanc sur case blanche f1 | Dame blanche sur case noire f8 · Pion noir sur case blanche f7 · Pion noir sur case blanche h7 · Pion noir sur case noire b6 · Pion blanc sur case blanche c6 · Tour noire sur case noire d6 · Pion noir sur case blanche g6 · Roi noir sur case noire g5 · Pion noir sur case blanche d3 · Pion blanc sur case noire e3 · Pion blanc sur case blanche h3 · Dame noire sur case blanche c2 · Pion blanc sur case noire f2 · Pion blanc sur case blanche g2 · Tour blanche sur case blanche d1 · Roi blanc sur case blanche f1 | Dame blanche sur case noire f8 · Pion noir sur case blanche f7 · Pion noir sur case blanche h7 · Pion noir sur case noire b6 · Pion blanc sur case blanche c6 · Tour noire sur case noire d6 · Pion noir sur case blanche g6 · Roi noir sur case noire g5 · Pion noir sur case blanche d3 · Pion blanc sur case noire e3 · Pion blanc sur case blanche h3 · Dame noire sur case blanche c2 · Pion blanc sur case noire f2 · Pion blanc sur case blanche g2 · Tour blanche sur case blanche d1 · Roi blanc sur case blanche f1 | Dame blanche sur case noire f8 · Pion noir sur case blanche f7 · Pion noir sur case blanche h7 · Pion noir sur case noire b6 · Pion blanc sur case blanche c6 · Tour noire sur case noire d6 · Pion noir sur case blanche g6 · Roi noir sur case noire g5 · Pion noir sur case blanche d3 · Pion blanc sur case noire e3 · Pion blanc sur case blanche h3 · Dame noire sur case blanche c2 · Pion blanc sur case noire f2 · Pion blanc sur case blanche g2 · Tour blanche sur case blanche d1 · Roi blanc sur case blanche f1 | Dame blanche sur case noire f8 · Pion noir sur case blanche f7 · Pion noir sur case blanche h7 · Pion noir sur case noire b6 · Pion blanc sur case blanche c6 · Tour noire sur case noire d6 · Pion noir sur case blanche g6 · Roi noir sur case noire g5 · Pion noir sur case blanche d3 · Pion blanc sur case noire e3 · Pion blanc sur case blanche h3 · Dame noire sur case blanche c2 · Pion blanc sur case noire f2 · Pion blanc sur case blanche g2 · Tour blanche sur case blanche d1 · Roi blanc sur case blanche f1 | Dame blanche sur case noire f8 · Pion noir sur case blanche f7 · Pion noir sur case blanche h7 · Pion noir sur case noire b6 · Pion blanc sur case blanche c6 · Tour noire sur case noire d6 · Pion noir sur case blanche g6 · Roi noir sur case noire g5 · Pion noir sur case blanche d3 · Pion blanc sur case noire e3 · Pion blanc sur case blanche h3 · Dame noire sur case blanche c2 · Pion blanc sur case noire f2 · Pion blanc sur case blanche g2 · Tour blanche sur case blanche d1 · Roi blanc sur case blanche f1 | Dame blanche sur case noire f8 · Pion noir sur case blanche f7 · Pion noir sur case blanche h7 · Pion noir sur case noire b6 · Pion blanc sur case blanche c6 · Tour noire sur case noire d6 · Pion noir sur case blanche g6 · Roi noir sur case noire g5 · Pion noir sur case blanche d3 · Pion blanc sur case noire e3 · Pion blanc sur case blanche h3 · Dame noire sur case blanche c2 · Pion blanc sur case noire f2 · Pion blanc sur case blanche g2 · Tour blanche sur case blanche d1 · Roi blanc sur case blanche f1 | Dame blanche sur case noire f8 · Pion noir sur case blanche f7 · Pion noir sur case blanche h7 · Pion noir sur case noire b6 · Pion blanc sur case blanche c6 · Tour noire sur case noire d6 · Pion noir sur case blanche g6 · Roi noir sur case noire g5 · Pion noir sur case blanche d3 · Pion blanc sur case noire e3 · Pion blanc sur case blanche h3 · Dame noire sur case blanche c2 · Pion blanc sur case noire f2 · Pion blanc sur case blanche g2 · Tour blanche sur case blanche d1 · Roi blanc sur case blanche f1 | 2 |
| 1 | Dame blanche sur case noire f8 · Pion noir sur case blanche f7 · Pion noir sur case blanche h7 · Pion noir sur case noire b6 · Pion blanc sur case blanche c6 · Tour noire sur case noire d6 · Pion noir sur case blanche g6 · Roi noir sur case noire g5 · Pion noir sur case blanche d3 · Pion blanc sur case noire e3 · Pion blanc sur case blanche h3 · Dame noire sur case blanche c2 · Pion blanc sur case noire f2 · Pion blanc sur case blanche g2 · Tour blanche sur case blanche d1 · Roi blanc sur case blanche f1 | Dame blanche sur case noire f8 · Pion noir sur case blanche f7 · Pion noir sur case blanche h7 · Pion noir sur case noire b6 · Pion blanc sur case blanche c6 · Tour noire sur case noire d6 · Pion noir sur case blanche g6 · Roi noir sur case noire g5 · Pion noir sur case blanche d3 · Pion blanc sur case noire e3 · Pion blanc sur case blanche h3 · Dame noire sur case blanche c2 · Pion blanc sur case noire f2 · Pion blanc sur case blanche g2 · Tour blanche sur case blanche d1 · Roi blanc sur case blanche f1 | Dame blanche sur case noire f8 · Pion noir sur case blanche f7 · Pion noir sur case blanche h7 · Pion noir sur case noire b6 · Pion blanc sur case blanche c6 · Tour noire sur case noire d6 · Pion noir sur case blanche g6 · Roi noir sur case noire g5 · Pion noir sur case blanche d3 · Pion blanc sur case noire e3 · Pion blanc sur case blanche h3 · Dame noire sur case blanche c2 · Pion blanc sur case noire f2 · Pion blanc sur case blanche g2 · Tour blanche sur case blanche d1 · Roi blanc sur case blanche f1 | Dame blanche sur case noire f8 · Pion noir sur case blanche f7 · Pion noir sur case blanche h7 · Pion noir sur case noire b6 · Pion blanc sur case blanche c6 · Tour noire sur case noire d6 · Pion noir sur case blanche g6 · Roi noir sur case noire g5 · Pion noir sur case blanche d3 · Pion blanc sur case noire e3 · Pion blanc sur case blanche h3 · Dame noire sur case blanche c2 · Pion blanc sur case noire f2 · Pion blanc sur case blanche g2 · Tour blanche sur case blanche d1 · Roi blanc sur case blanche f1 | Dame blanche sur case noire f8 · Pion noir sur case blanche f7 · Pion noir sur case blanche h7 · Pion noir sur case noire b6 · Pion blanc sur case blanche c6 · Tour noire sur case noire d6 · Pion noir sur case blanche g6 · Roi noir sur case noire g5 · Pion noir sur case blanche d3 · Pion blanc sur case noire e3 · Pion blanc sur case blanche h3 · Dame noire sur case blanche c2 · Pion blanc sur case noire f2 · Pion blanc sur case blanche g2 · Tour blanche sur case blanche d1 · Roi blanc sur case blanche f1 | Dame blanche sur case noire f8 · Pion noir sur case blanche f7 · Pion noir sur case blanche h7 · Pion noir sur case noire b6 · Pion blanc sur case blanche c6 · Tour noire sur case noire d6 · Pion noir sur case blanche g6 · Roi noir sur case noire g5 · Pion noir sur case blanche d3 · Pion blanc sur case noire e3 · Pion blanc sur case blanche h3 · Dame noire sur case blanche c2 · Pion blanc sur case noire f2 · Pion blanc sur case blanche g2 · Tour blanche sur case blanche d1 · Roi blanc sur case blanche f1 | Dame blanche sur case noire f8 · Pion noir sur case blanche f7 · Pion noir sur case blanche h7 · Pion noir sur case noire b6 · Pion blanc sur case blanche c6 · Tour noire sur case noire d6 · Pion noir sur case blanche g6 · Roi noir sur case noire g5 · Pion noir sur case blanche d3 · Pion blanc sur case noire e3 · Pion blanc sur case blanche h3 · Dame noire sur case blanche c2 · Pion blanc sur case noire f2 · Pion blanc sur case blanche g2 · Tour blanche sur case blanche d1 · Roi blanc sur case blanche f1 | Dame blanche sur case noire f8 · Pion noir sur case blanche f7 · Pion noir sur case blanche h7 · Pion noir sur case noire b6 · Pion blanc sur case blanche c6 · Tour noire sur case noire d6 · Pion noir sur case blanche g6 · Roi noir sur case noire g5 · Pion noir sur case blanche d3 · Pion blanc sur case noire e3 · Pion blanc sur case blanche h3 · Dame noire sur case blanche c2 · Pion blanc sur case noire f2 · Pion blanc sur case blanche g2 · Tour blanche sur case blanche d1 · Roi blanc sur case blanche f1 | 1 |
|   | a | b | c | d | e | f | g | h |   |

Denis Khismatoulline - Pavel Eljanov, Championnat d'Europe d'échecs individuel 2015, ronde 10
1. d4 Cf6 2. c4 e6 3. Cc3 Fb4 4. e3 O-O 5. Ce2 Te8 6. a3 Ff8 7. Cg3 d5 8. Fe2 a6 9. O-O c5 10. dxc5 Fxc5 11. cxd5 exd5 12. Ff3 Fe6 13. b4 Fd6 14. Fb2 Fe5 15. Ca4 Fxb2 16. Cxb2 Cc6 17. Cd3 Db6 18. Tc1 a5 19. Tb1 axb4 20. axb4 Tad8 21. b5 Ca5 22. Ce2 Ce4 23. Cdf4 Cc4 24. Fxe4 dxe4 25. Cd4 Fc8 26. Tc1 Ce5 27. Db3 Dh6 28. Tc5 b6 29. Td5 Fb7 30. Txd8 Txd8 31. Td1 Dg5 32. Rf1 g6 33. h3 Cd3 34. Cc6 Fxc6 35. bxc6 Dc5 36. Da4 Rg7 37. Da1+ Rg8 38. Da4 Td6 39. Da8+ Rg7 40. Da1+ Rh6 41. Cxd3 exd3 42. Dh8 Dc2 43. Df8+ Rg5 (voir diagramme)
44. Rg1!! Dxd1+ (une meilleure défense était 44... Td5 45. Rh2 !! Rf6 46. e4 Tc5 47. Dd6+ Rg7 48. Txd3 Txc6 49. De5+ Tf6 50. Tf3 Dc6)
45. Rh2 Txc6 (voir diagramme)
|   | a | b | c | d | e | f | g | h |   |
| 8 | Dame blanche sur case noire f8 · Pion noir sur case blanche f7 · Pion noir sur case blanche h7 · Pion noir sur case noire b6 · Tour noire sur case blanche c6 · Pion noir sur case blanche g6 · Roi noir sur case noire g5 · Pion noir sur case blanche d3 · Pion blanc sur case noire e3 · Pion blanc sur case blanche h3 · Pion blanc sur case noire f2 · Pion blanc sur case blanche g2 · Roi blanc sur case noire h2 · Dame noire sur case blanche d1 | Dame blanche sur case noire f8 · Pion noir sur case blanche f7 · Pion noir sur case blanche h7 · Pion noir sur case noire b6 · Tour noire sur case blanche c6 · Pion noir sur case blanche g6 · Roi noir sur case noire g5 · Pion noir sur case blanche d3 · Pion blanc sur case noire e3 · Pion blanc sur case blanche h3 · Pion blanc sur case noire f2 · Pion blanc sur case blanche g2 · Roi blanc sur case noire h2 · Dame noire sur case blanche d1 | Dame blanche sur case noire f8 · Pion noir sur case blanche f7 · Pion noir sur case blanche h7 · Pion noir sur case noire b6 · Tour noire sur case blanche c6 · Pion noir sur case blanche g6 · Roi noir sur case noire g5 · Pion noir sur case blanche d3 · Pion blanc sur case noire e3 · Pion blanc sur case blanche h3 · Pion blanc sur case noire f2 · Pion blanc sur case blanche g2 · Roi blanc sur case noire h2 · Dame noire sur case blanche d1 | Dame blanche sur case noire f8 · Pion noir sur case blanche f7 · Pion noir sur case blanche h7 · Pion noir sur case noire b6 · Tour noire sur case blanche c6 · Pion noir sur case blanche g6 · Roi noir sur case noire g5 · Pion noir sur case blanche d3 · Pion blanc sur case noire e3 · Pion blanc sur case blanche h3 · Pion blanc sur case noire f2 · Pion blanc sur case blanche g2 · Roi blanc sur case noire h2 · Dame noire sur case blanche d1 | Dame blanche sur case noire f8 · Pion noir sur case blanche f7 · Pion noir sur case blanche h7 · Pion noir sur case noire b6 · Tour noire sur case blanche c6 · Pion noir sur case blanche g6 · Roi noir sur case noire g5 · Pion noir sur case blanche d3 · Pion blanc sur case noire e3 · Pion blanc sur case blanche h3 · Pion blanc sur case noire f2 · Pion blanc sur case blanche g2 · Roi blanc sur case noire h2 · Dame noire sur case blanche d1 | Dame blanche sur case noire f8 · Pion noir sur case blanche f7 · Pion noir sur case blanche h7 · Pion noir sur case noire b6 · Tour noire sur case blanche c6 · Pion noir sur case blanche g6 · Roi noir sur case noire g5 · Pion noir sur case blanche d3 · Pion blanc sur case noire e3 · Pion blanc sur case blanche h3 · Pion blanc sur case noire f2 · Pion blanc sur case blanche g2 · Roi blanc sur case noire h2 · Dame noire sur case blanche d1 | Dame blanche sur case noire f8 · Pion noir sur case blanche f7 · Pion noir sur case blanche h7 · Pion noir sur case noire b6 · Tour noire sur case blanche c6 · Pion noir sur case blanche g6 · Roi noir sur case noire g5 · Pion noir sur case blanche d3 · Pion blanc sur case noire e3 · Pion blanc sur case blanche h3 · Pion blanc sur case noire f2 · Pion blanc sur case blanche g2 · Roi blanc sur case noire h2 · Dame noire sur case blanche d1 | Dame blanche sur case noire f8 · Pion noir sur case blanche f7 · Pion noir sur case blanche h7 · Pion noir sur case noire b6 · Tour noire sur case blanche c6 · Pion noir sur case blanche g6 · Roi noir sur case noire g5 · Pion noir sur case blanche d3 · Pion blanc sur case noire e3 · Pion blanc sur case blanche h3 · Pion blanc sur case noire f2 · Pion blanc sur case blanche g2 · Roi blanc sur case noire h2 · Dame noire sur case blanche d1 | 8 |
| 7 | Dame blanche sur case noire f8 · Pion noir sur case blanche f7 · Pion noir sur case blanche h7 · Pion noir sur case noire b6 · Tour noire sur case blanche c6 · Pion noir sur case blanche g6 · Roi noir sur case noire g5 · Pion noir sur case blanche d3 · Pion blanc sur case noire e3 · Pion blanc sur case blanche h3 · Pion blanc sur case noire f2 · Pion blanc sur case blanche g2 · Roi blanc sur case noire h2 · Dame noire sur case blanche d1 | Dame blanche sur case noire f8 · Pion noir sur case blanche f7 · Pion noir sur case blanche h7 · Pion noir sur case noire b6 · Tour noire sur case blanche c6 · Pion noir sur case blanche g6 · Roi noir sur case noire g5 · Pion noir sur case blanche d3 · Pion blanc sur case noire e3 · Pion blanc sur case blanche h3 · Pion blanc sur case noire f2 · Pion blanc sur case blanche g2 · Roi blanc sur case noire h2 · Dame noire sur case blanche d1 | Dame blanche sur case noire f8 · Pion noir sur case blanche f7 · Pion noir sur case blanche h7 · Pion noir sur case noire b6 · Tour noire sur case blanche c6 · Pion noir sur case blanche g6 · Roi noir sur case noire g5 · Pion noir sur case blanche d3 · Pion blanc sur case noire e3 · Pion blanc sur case blanche h3 · Pion blanc sur case noire f2 · Pion blanc sur case blanche g2 · Roi blanc sur case noire h2 · Dame noire sur case blanche d1 | Dame blanche sur case noire f8 · Pion noir sur case blanche f7 · Pion noir sur case blanche h7 · Pion noir sur case noire b6 · Tour noire sur case blanche c6 · Pion noir sur case blanche g6 · Roi noir sur case noire g5 · Pion noir sur case blanche d3 · Pion blanc sur case noire e3 · Pion blanc sur case blanche h3 · Pion blanc sur case noire f2 · Pion blanc sur case blanche g2 · Roi blanc sur case noire h2 · Dame noire sur case blanche d1 | Dame blanche sur case noire f8 · Pion noir sur case blanche f7 · Pion noir sur case blanche h7 · Pion noir sur case noire b6 · Tour noire sur case blanche c6 · Pion noir sur case blanche g6 · Roi noir sur case noire g5 · Pion noir sur case blanche d3 · Pion blanc sur case noire e3 · Pion blanc sur case blanche h3 · Pion blanc sur case noire f2 · Pion blanc sur case blanche g2 · Roi blanc sur case noire h2 · Dame noire sur case blanche d1 | Dame blanche sur case noire f8 · Pion noir sur case blanche f7 · Pion noir sur case blanche h7 · Pion noir sur case noire b6 · Tour noire sur case blanche c6 · Pion noir sur case blanche g6 · Roi noir sur case noire g5 · Pion noir sur case blanche d3 · Pion blanc sur case noire e3 · Pion blanc sur case blanche h3 · Pion blanc sur case noire f2 · Pion blanc sur case blanche g2 · Roi blanc sur case noire h2 · Dame noire sur case blanche d1 | Dame blanche sur case noire f8 · Pion noir sur case blanche f7 · Pion noir sur case blanche h7 · Pion noir sur case noire b6 · Tour noire sur case blanche c6 · Pion noir sur case blanche g6 · Roi noir sur case noire g5 · Pion noir sur case blanche d3 · Pion blanc sur case noire e3 · Pion blanc sur case blanche h3 · Pion blanc sur case noire f2 · Pion blanc sur case blanche g2 · Roi blanc sur case noire h2 · Dame noire sur case blanche d1 | Dame blanche sur case noire f8 · Pion noir sur case blanche f7 · Pion noir sur case blanche h7 · Pion noir sur case noire b6 · Tour noire sur case blanche c6 · Pion noir sur case blanche g6 · Roi noir sur case noire g5 · Pion noir sur case blanche d3 · Pion blanc sur case noire e3 · Pion blanc sur case blanche h3 · Pion blanc sur case noire f2 · Pion blanc sur case blanche g2 · Roi blanc sur case noire h2 · Dame noire sur case blanche d1 | 7 |
| 6 | Dame blanche sur case noire f8 · Pion noir sur case blanche f7 · Pion noir sur case blanche h7 · Pion noir sur case noire b6 · Tour noire sur case blanche c6 · Pion noir sur case blanche g6 · Roi noir sur case noire g5 · Pion noir sur case blanche d3 · Pion blanc sur case noire e3 · Pion blanc sur case blanche h3 · Pion blanc sur case noire f2 · Pion blanc sur case blanche g2 · Roi blanc sur case noire h2 · Dame noire sur case blanche d1 | Dame blanche sur case noire f8 · Pion noir sur case blanche f7 · Pion noir sur case blanche h7 · Pion noir sur case noire b6 · Tour noire sur case blanche c6 · Pion noir sur case blanche g6 · Roi noir sur case noire g5 · Pion noir sur case blanche d3 · Pion blanc sur case noire e3 · Pion blanc sur case blanche h3 · Pion blanc sur case noire f2 · Pion blanc sur case blanche g2 · Roi blanc sur case noire h2 · Dame noire sur case blanche d1 | Dame blanche sur case noire f8 · Pion noir sur case blanche f7 · Pion noir sur case blanche h7 · Pion noir sur case noire b6 · Tour noire sur case blanche c6 · Pion noir sur case blanche g6 · Roi noir sur case noire g5 · Pion noir sur case blanche d3 · Pion blanc sur case noire e3 · Pion blanc sur case blanche h3 · Pion blanc sur case noire f2 · Pion blanc sur case blanche g2 · Roi blanc sur case noire h2 · Dame noire sur case blanche d1 | Dame blanche sur case noire f8 · Pion noir sur case blanche f7 · Pion noir sur case blanche h7 · Pion noir sur case noire b6 · Tour noire sur case blanche c6 · Pion noir sur case blanche g6 · Roi noir sur case noire g5 · Pion noir sur case blanche d3 · Pion blanc sur case noire e3 · Pion blanc sur case blanche h3 · Pion blanc sur case noire f2 · Pion blanc sur case blanche g2 · Roi blanc sur case noire h2 · Dame noire sur case blanche d1 | Dame blanche sur case noire f8 · Pion noir sur case blanche f7 · Pion noir sur case blanche h7 · Pion noir sur case noire b6 · Tour noire sur case blanche c6 · Pion noir sur case blanche g6 · Roi noir sur case noire g5 · Pion noir sur case blanche d3 · Pion blanc sur case noire e3 · Pion blanc sur case blanche h3 · Pion blanc sur case noire f2 · Pion blanc sur case blanche g2 · Roi blanc sur case noire h2 · Dame noire sur case blanche d1 | Dame blanche sur case noire f8 · Pion noir sur case blanche f7 · Pion noir sur case blanche h7 · Pion noir sur case noire b6 · Tour noire sur case blanche c6 · Pion noir sur case blanche g6 · Roi noir sur case noire g5 · Pion noir sur case blanche d3 · Pion blanc sur case noire e3 · Pion blanc sur case blanche h3 · Pion blanc sur case noire f2 · Pion blanc sur case blanche g2 · Roi blanc sur case noire h2 · Dame noire sur case blanche d1 | Dame blanche sur case noire f8 · Pion noir sur case blanche f7 · Pion noir sur case blanche h7 · Pion noir sur case noire b6 · Tour noire sur case blanche c6 · Pion noir sur case blanche g6 · Roi noir sur case noire g5 · Pion noir sur case blanche d3 · Pion blanc sur case noire e3 · Pion blanc sur case blanche h3 · Pion blanc sur case noire f2 · Pion blanc sur case blanche g2 · Roi blanc sur case noire h2 · Dame noire sur case blanche d1 | Dame blanche sur case noire f8 · Pion noir sur case blanche f7 · Pion noir sur case blanche h7 · Pion noir sur case noire b6 · Tour noire sur case blanche c6 · Pion noir sur case blanche g6 · Roi noir sur case noire g5 · Pion noir sur case blanche d3 · Pion blanc sur case noire e3 · Pion blanc sur case blanche h3 · Pion blanc sur case noire f2 · Pion blanc sur case blanche g2 · Roi blanc sur case noire h2 · Dame noire sur case blanche d1 | 6 |
| 5 | Dame blanche sur case noire f8 · Pion noir sur case blanche f7 · Pion noir sur case blanche h7 · Pion noir sur case noire b6 · Tour noire sur case blanche c6 · Pion noir sur case blanche g6 · Roi noir sur case noire g5 · Pion noir sur case blanche d3 · Pion blanc sur case noire e3 · Pion blanc sur case blanche h3 · Pion blanc sur case noire f2 · Pion blanc sur case blanche g2 · Roi blanc sur case noire h2 · Dame noire sur case blanche d1 | Dame blanche sur case noire f8 · Pion noir sur case blanche f7 · Pion noir sur case blanche h7 · Pion noir sur case noire b6 · Tour noire sur case blanche c6 · Pion noir sur case blanche g6 · Roi noir sur case noire g5 · Pion noir sur case blanche d3 · Pion blanc sur case noire e3 · Pion blanc sur case blanche h3 · Pion blanc sur case noire f2 · Pion blanc sur case blanche g2 · Roi blanc sur case noire h2 · Dame noire sur case blanche d1 | Dame blanche sur case noire f8 · Pion noir sur case blanche f7 · Pion noir sur case blanche h7 · Pion noir sur case noire b6 · Tour noire sur case blanche c6 · Pion noir sur case blanche g6 · Roi noir sur case noire g5 · Pion noir sur case blanche d3 · Pion blanc sur case noire e3 · Pion blanc sur case blanche h3 · Pion blanc sur case noire f2 · Pion blanc sur case blanche g2 · Roi blanc sur case noire h2 · Dame noire sur case blanche d1 | Dame blanche sur case noire f8 · Pion noir sur case blanche f7 · Pion noir sur case blanche h7 · Pion noir sur case noire b6 · Tour noire sur case blanche c6 · Pion noir sur case blanche g6 · Roi noir sur case noire g5 · Pion noir sur case blanche d3 · Pion blanc sur case noire e3 · Pion blanc sur case blanche h3 · Pion blanc sur case noire f2 · Pion blanc sur case blanche g2 · Roi blanc sur case noire h2 · Dame noire sur case blanche d1 | Dame blanche sur case noire f8 · Pion noir sur case blanche f7 · Pion noir sur case blanche h7 · Pion noir sur case noire b6 · Tour noire sur case blanche c6 · Pion noir sur case blanche g6 · Roi noir sur case noire g5 · Pion noir sur case blanche d3 · Pion blanc sur case noire e3 · Pion blanc sur case blanche h3 · Pion blanc sur case noire f2 · Pion blanc sur case blanche g2 · Roi blanc sur case noire h2 · Dame noire sur case blanche d1 | Dame blanche sur case noire f8 · Pion noir sur case blanche f7 · Pion noir sur case blanche h7 · Pion noir sur case noire b6 · Tour noire sur case blanche c6 · Pion noir sur case blanche g6 · Roi noir sur case noire g5 · Pion noir sur case blanche d3 · Pion blanc sur case noire e3 · Pion blanc sur case blanche h3 · Pion blanc sur case noire f2 · Pion blanc sur case blanche g2 · Roi blanc sur case noire h2 · Dame noire sur case blanche d1 | Dame blanche sur case noire f8 · Pion noir sur case blanche f7 · Pion noir sur case blanche h7 · Pion noir sur case noire b6 · Tour noire sur case blanche c6 · Pion noir sur case blanche g6 · Roi noir sur case noire g5 · Pion noir sur case blanche d3 · Pion blanc sur case noire e3 · Pion blanc sur case blanche h3 · Pion blanc sur case noire f2 · Pion blanc sur case blanche g2 · Roi blanc sur case noire h2 · Dame noire sur case blanche d1 | Dame blanche sur case noire f8 · Pion noir sur case blanche f7 · Pion noir sur case blanche h7 · Pion noir sur case noire b6 · Tour noire sur case blanche c6 · Pion noir sur case blanche g6 · Roi noir sur case noire g5 · Pion noir sur case blanche d3 · Pion blanc sur case noire e3 · Pion blanc sur case blanche h3 · Pion blanc sur case noire f2 · Pion blanc sur case blanche g2 · Roi blanc sur case noire h2 · Dame noire sur case blanche d1 | 5 |
| 4 | Dame blanche sur case noire f8 · Pion noir sur case blanche f7 · Pion noir sur case blanche h7 · Pion noir sur case noire b6 · Tour noire sur case blanche c6 · Pion noir sur case blanche g6 · Roi noir sur case noire g5 · Pion noir sur case blanche d3 · Pion blanc sur case noire e3 · Pion blanc sur case blanche h3 · Pion blanc sur case noire f2 · Pion blanc sur case blanche g2 · Roi blanc sur case noire h2 · Dame noire sur case blanche d1 | Dame blanche sur case noire f8 · Pion noir sur case blanche f7 · Pion noir sur case blanche h7 · Pion noir sur case noire b6 · Tour noire sur case blanche c6 · Pion noir sur case blanche g6 · Roi noir sur case noire g5 · Pion noir sur case blanche d3 · Pion blanc sur case noire e3 · Pion blanc sur case blanche h3 · Pion blanc sur case noire f2 · Pion blanc sur case blanche g2 · Roi blanc sur case noire h2 · Dame noire sur case blanche d1 | Dame blanche sur case noire f8 · Pion noir sur case blanche f7 · Pion noir sur case blanche h7 · Pion noir sur case noire b6 · Tour noire sur case blanche c6 · Pion noir sur case blanche g6 · Roi noir sur case noire g5 · Pion noir sur case blanche d3 · Pion blanc sur case noire e3 · Pion blanc sur case blanche h3 · Pion blanc sur case noire f2 · Pion blanc sur case blanche g2 · Roi blanc sur case noire h2 · Dame noire sur case blanche d1 | Dame blanche sur case noire f8 · Pion noir sur case blanche f7 · Pion noir sur case blanche h7 · Pion noir sur case noire b6 · Tour noire sur case blanche c6 · Pion noir sur case blanche g6 · Roi noir sur case noire g5 · Pion noir sur case blanche d3 · Pion blanc sur case noire e3 · Pion blanc sur case blanche h3 · Pion blanc sur case noire f2 · Pion blanc sur case blanche g2 · Roi blanc sur case noire h2 · Dame noire sur case blanche d1 | Dame blanche sur case noire f8 · Pion noir sur case blanche f7 · Pion noir sur case blanche h7 · Pion noir sur case noire b6 · Tour noire sur case blanche c6 · Pion noir sur case blanche g6 · Roi noir sur case noire g5 · Pion noir sur case blanche d3 · Pion blanc sur case noire e3 · Pion blanc sur case blanche h3 · Pion blanc sur case noire f2 · Pion blanc sur case blanche g2 · Roi blanc sur case noire h2 · Dame noire sur case blanche d1 | Dame blanche sur case noire f8 · Pion noir sur case blanche f7 · Pion noir sur case blanche h7 · Pion noir sur case noire b6 · Tour noire sur case blanche c6 · Pion noir sur case blanche g6 · Roi noir sur case noire g5 · Pion noir sur case blanche d3 · Pion blanc sur case noire e3 · Pion blanc sur case blanche h3 · Pion blanc sur case noire f2 · Pion blanc sur case blanche g2 · Roi blanc sur case noire h2 · Dame noire sur case blanche d1 | Dame blanche sur case noire f8 · Pion noir sur case blanche f7 · Pion noir sur case blanche h7 · Pion noir sur case noire b6 · Tour noire sur case blanche c6 · Pion noir sur case blanche g6 · Roi noir sur case noire g5 · Pion noir sur case blanche d3 · Pion blanc sur case noire e3 · Pion blanc sur case blanche h3 · Pion blanc sur case noire f2 · Pion blanc sur case blanche g2 · Roi blanc sur case noire h2 · Dame noire sur case blanche d1 | Dame blanche sur case noire f8 · Pion noir sur case blanche f7 · Pion noir sur case blanche h7 · Pion noir sur case noire b6 · Tour noire sur case blanche c6 · Pion noir sur case blanche g6 · Roi noir sur case noire g5 · Pion noir sur case blanche d3 · Pion blanc sur case noire e3 · Pion blanc sur case blanche h3 · Pion blanc sur case noire f2 · Pion blanc sur case blanche g2 · Roi blanc sur case noire h2 · Dame noire sur case blanche d1 | 4 |
| 3 | Dame blanche sur case noire f8 · Pion noir sur case blanche f7 · Pion noir sur case blanche h7 · Pion noir sur case noire b6 · Tour noire sur case blanche c6 · Pion noir sur case blanche g6 · Roi noir sur case noire g5 · Pion noir sur case blanche d3 · Pion blanc sur case noire e3 · Pion blanc sur case blanche h3 · Pion blanc sur case noire f2 · Pion blanc sur case blanche g2 · Roi blanc sur case noire h2 · Dame noire sur case blanche d1 | Dame blanche sur case noire f8 · Pion noir sur case blanche f7 · Pion noir sur case blanche h7 · Pion noir sur case noire b6 · Tour noire sur case blanche c6 · Pion noir sur case blanche g6 · Roi noir sur case noire g5 · Pion noir sur case blanche d3 · Pion blanc sur case noire e3 · Pion blanc sur case blanche h3 · Pion blanc sur case noire f2 · Pion blanc sur case blanche g2 · Roi blanc sur case noire h2 · Dame noire sur case blanche d1 | Dame blanche sur case noire f8 · Pion noir sur case blanche f7 · Pion noir sur case blanche h7 · Pion noir sur case noire b6 · Tour noire sur case blanche c6 · Pion noir sur case blanche g6 · Roi noir sur case noire g5 · Pion noir sur case blanche d3 · Pion blanc sur case noire e3 · Pion blanc sur case blanche h3 · Pion blanc sur case noire f2 · Pion blanc sur case blanche g2 · Roi blanc sur case noire h2 · Dame noire sur case blanche d1 | Dame blanche sur case noire f8 · Pion noir sur case blanche f7 · Pion noir sur case blanche h7 · Pion noir sur case noire b6 · Tour noire sur case blanche c6 · Pion noir sur case blanche g6 · Roi noir sur case noire g5 · Pion noir sur case blanche d3 · Pion blanc sur case noire e3 · Pion blanc sur case blanche h3 · Pion blanc sur case noire f2 · Pion blanc sur case blanche g2 · Roi blanc sur case noire h2 · Dame noire sur case blanche d1 | Dame blanche sur case noire f8 · Pion noir sur case blanche f7 · Pion noir sur case blanche h7 · Pion noir sur case noire b6 · Tour noire sur case blanche c6 · Pion noir sur case blanche g6 · Roi noir sur case noire g5 · Pion noir sur case blanche d3 · Pion blanc sur case noire e3 · Pion blanc sur case blanche h3 · Pion blanc sur case noire f2 · Pion blanc sur case blanche g2 · Roi blanc sur case noire h2 · Dame noire sur case blanche d1 | Dame blanche sur case noire f8 · Pion noir sur case blanche f7 · Pion noir sur case blanche h7 · Pion noir sur case noire b6 · Tour noire sur case blanche c6 · Pion noir sur case blanche g6 · Roi noir sur case noire g5 · Pion noir sur case blanche d3 · Pion blanc sur case noire e3 · Pion blanc sur case blanche h3 · Pion blanc sur case noire f2 · Pion blanc sur case blanche g2 · Roi blanc sur case noire h2 · Dame noire sur case blanche d1 | Dame blanche sur case noire f8 · Pion noir sur case blanche f7 · Pion noir sur case blanche h7 · Pion noir sur case noire b6 · Tour noire sur case blanche c6 · Pion noir sur case blanche g6 · Roi noir sur case noire g5 · Pion noir sur case blanche d3 · Pion blanc sur case noire e3 · Pion blanc sur case blanche h3 · Pion blanc sur case noire f2 · Pion blanc sur case blanche g2 · Roi blanc sur case noire h2 · Dame noire sur case blanche d1 | Dame blanche sur case noire f8 · Pion noir sur case blanche f7 · Pion noir sur case blanche h7 · Pion noir sur case noire b6 · Tour noire sur case blanche c6 · Pion noir sur case blanche g6 · Roi noir sur case noire g5 · Pion noir sur case blanche d3 · Pion blanc sur case noire e3 · Pion blanc sur case blanche h3 · Pion blanc sur case noire f2 · Pion blanc sur case blanche g2 · Roi blanc sur case noire h2 · Dame noire sur case blanche d1 | 3 |
| 2 | Dame blanche sur case noire f8 · Pion noir sur case blanche f7 · Pion noir sur case blanche h7 · Pion noir sur case noire b6 · Tour noire sur case blanche c6 · Pion noir sur case blanche g6 · Roi noir sur case noire g5 · Pion noir sur case blanche d3 · Pion blanc sur case noire e3 · Pion blanc sur case blanche h3 · Pion blanc sur case noire f2 · Pion blanc sur case blanche g2 · Roi blanc sur case noire h2 · Dame noire sur case blanche d1 | Dame blanche sur case noire f8 · Pion noir sur case blanche f7 · Pion noir sur case blanche h7 · Pion noir sur case noire b6 · Tour noire sur case blanche c6 · Pion noir sur case blanche g6 · Roi noir sur case noire g5 · Pion noir sur case blanche d3 · Pion blanc sur case noire e3 · Pion blanc sur case blanche h3 · Pion blanc sur case noire f2 · Pion blanc sur case blanche g2 · Roi blanc sur case noire h2 · Dame noire sur case blanche d1 | Dame blanche sur case noire f8 · Pion noir sur case blanche f7 · Pion noir sur case blanche h7 · Pion noir sur case noire b6 · Tour noire sur case blanche c6 · Pion noir sur case blanche g6 · Roi noir sur case noire g5 · Pion noir sur case blanche d3 · Pion blanc sur case noire e3 · Pion blanc sur case blanche h3 · Pion blanc sur case noire f2 · Pion blanc sur case blanche g2 · Roi blanc sur case noire h2 · Dame noire sur case blanche d1 | Dame blanche sur case noire f8 · Pion noir sur case blanche f7 · Pion noir sur case blanche h7 · Pion noir sur case noire b6 · Tour noire sur case blanche c6 · Pion noir sur case blanche g6 · Roi noir sur case noire g5 · Pion noir sur case blanche d3 · Pion blanc sur case noire e3 · Pion blanc sur case blanche h3 · Pion blanc sur case noire f2 · Pion blanc sur case blanche g2 · Roi blanc sur case noire h2 · Dame noire sur case blanche d1 | Dame blanche sur case noire f8 · Pion noir sur case blanche f7 · Pion noir sur case blanche h7 · Pion noir sur case noire b6 · Tour noire sur case blanche c6 · Pion noir sur case blanche g6 · Roi noir sur case noire g5 · Pion noir sur case blanche d3 · Pion blanc sur case noire e3 · Pion blanc sur case blanche h3 · Pion blanc sur case noire f2 · Pion blanc sur case blanche g2 · Roi blanc sur case noire h2 · Dame noire sur case blanche d1 | Dame blanche sur case noire f8 · Pion noir sur case blanche f7 · Pion noir sur case blanche h7 · Pion noir sur case noire b6 · Tour noire sur case blanche c6 · Pion noir sur case blanche g6 · Roi noir sur case noire g5 · Pion noir sur case blanche d3 · Pion blanc sur case noire e3 · Pion blanc sur case blanche h3 · Pion blanc sur case noire f2 · Pion blanc sur case blanche g2 · Roi blanc sur case noire h2 · Dame noire sur case blanche d1 | Dame blanche sur case noire f8 · Pion noir sur case blanche f7 · Pion noir sur case blanche h7 · Pion noir sur case noire b6 · Tour noire sur case blanche c6 · Pion noir sur case blanche g6 · Roi noir sur case noire g5 · Pion noir sur case blanche d3 · Pion blanc sur case noire e3 · Pion blanc sur case blanche h3 · Pion blanc sur case noire f2 · Pion blanc sur case blanche g2 · Roi blanc sur case noire h2 · Dame noire sur case blanche d1 | Dame blanche sur case noire f8 · Pion noir sur case blanche f7 · Pion noir sur case blanche h7 · Pion noir sur case noire b6 · Tour noire sur case blanche c6 · Pion noir sur case blanche g6 · Roi noir sur case noire g5 · Pion noir sur case blanche d3 · Pion blanc sur case noire e3 · Pion blanc sur case blanche h3 · Pion blanc sur case noire f2 · Pion blanc sur case blanche g2 · Roi blanc sur case noire h2 · Dame noire sur case blanche d1 | 2 |
| 1 | Dame blanche sur case noire f8 · Pion noir sur case blanche f7 · Pion noir sur case blanche h7 · Pion noir sur case noire b6 · Tour noire sur case blanche c6 · Pion noir sur case blanche g6 · Roi noir sur case noire g5 · Pion noir sur case blanche d3 · Pion blanc sur case noire e3 · Pion blanc sur case blanche h3 · Pion blanc sur case noire f2 · Pion blanc sur case blanche g2 · Roi blanc sur case noire h2 · Dame noire sur case blanche d1 | Dame blanche sur case noire f8 · Pion noir sur case blanche f7 · Pion noir sur case blanche h7 · Pion noir sur case noire b6 · Tour noire sur case blanche c6 · Pion noir sur case blanche g6 · Roi noir sur case noire g5 · Pion noir sur case blanche d3 · Pion blanc sur case noire e3 · Pion blanc sur case blanche h3 · Pion blanc sur case noire f2 · Pion blanc sur case blanche g2 · Roi blanc sur case noire h2 · Dame noire sur case blanche d1 | Dame blanche sur case noire f8 · Pion noir sur case blanche f7 · Pion noir sur case blanche h7 · Pion noir sur case noire b6 · Tour noire sur case blanche c6 · Pion noir sur case blanche g6 · Roi noir sur case noire g5 · Pion noir sur case blanche d3 · Pion blanc sur case noire e3 · Pion blanc sur case blanche h3 · Pion blanc sur case noire f2 · Pion blanc sur case blanche g2 · Roi blanc sur case noire h2 · Dame noire sur case blanche d1 | Dame blanche sur case noire f8 · Pion noir sur case blanche f7 · Pion noir sur case blanche h7 · Pion noir sur case noire b6 · Tour noire sur case blanche c6 · Pion noir sur case blanche g6 · Roi noir sur case noire g5 · Pion noir sur case blanche d3 · Pion blanc sur case noire e3 · Pion blanc sur case blanche h3 · Pion blanc sur case noire f2 · Pion blanc sur case blanche g2 · Roi blanc sur case noire h2 · Dame noire sur case blanche d1 | Dame blanche sur case noire f8 · Pion noir sur case blanche f7 · Pion noir sur case blanche h7 · Pion noir sur case noire b6 · Tour noire sur case blanche c6 · Pion noir sur case blanche g6 · Roi noir sur case noire g5 · Pion noir sur case blanche d3 · Pion blanc sur case noire e3 · Pion blanc sur case blanche h3 · Pion blanc sur case noire f2 · Pion blanc sur case blanche g2 · Roi blanc sur case noire h2 · Dame noire sur case blanche d1 | Dame blanche sur case noire f8 · Pion noir sur case blanche f7 · Pion noir sur case blanche h7 · Pion noir sur case noire b6 · Tour noire sur case blanche c6 · Pion noir sur case blanche g6 · Roi noir sur case noire g5 · Pion noir sur case blanche d3 · Pion blanc sur case noire e3 · Pion blanc sur case blanche h3 · Pion blanc sur case noire f2 · Pion blanc sur case blanche g2 · Roi blanc sur case noire h2 · Dame noire sur case blanche d1 | Dame blanche sur case noire f8 · Pion noir sur case blanche f7 · Pion noir sur case blanche h7 · Pion noir sur case noire b6 · Tour noire sur case blanche c6 · Pion noir sur case blanche g6 · Roi noir sur case noire g5 · Pion noir sur case blanche d3 · Pion blanc sur case noire e3 · Pion blanc sur case blanche h3 · Pion blanc sur case noire f2 · Pion blanc sur case blanche g2 · Roi blanc sur case noire h2 · Dame noire sur case blanche d1 | Dame blanche sur case noire f8 · Pion noir sur case blanche f7 · Pion noir sur case blanche h7 · Pion noir sur case noire b6 · Tour noire sur case blanche c6 · Pion noir sur case blanche g6 · Roi noir sur case noire g5 · Pion noir sur case blanche d3 · Pion blanc sur case noire e3 · Pion blanc sur case blanche h3 · Pion blanc sur case noire f2 · Pion blanc sur case blanche g2 · Roi blanc sur case noire h2 · Dame noire sur case blanche d1 | 1 |
|   | a | b | c | d | e | f | g | h |   |

46. De7+ Rh6 47. Df8+ Rg5 (voir diagramme)
48. Dxf7 ! (menace Df4+ suivi de g4+) 48...Tf6 49. f4+ Rh6 50. Dxf6 De2 51. Df8+ Rh5 52. Dg7 h6 53. De5+ Rh4 54. Df6+ Rh5 55. f5 gxf5 56. Dxf5+ Rh4 57. Dg6 1-0